# Leptostomum millerianum
Leptostomum millerianum är en bladmossart som beskrevs av H. O. Whittier 1976. Leptostomum millerianum ingår i släktet Leptostomum och familjen Bryaceae. Inga underarter finns listade i Catalogue of Life.